# Luszewo (powiat mławski)
Luszewo – wieś sołecka w Polsce położona w województwie mazowieckim, w powiecie mławskim, w gminie Radzanów
| SIMC    | Nazwa       | Rodzaj    |
| ------- | ----------- | --------- |
| 0124311 | Kalasantowo | część wsi |

Wierni Kościoła rzymskokatolickiego należą do parafii św. Rocha w Radzanowie.
W latach 1975–1998 miejscowość należała administracyjnie do województwa ciechanowskiego.